# Nordeste da Índia

As regiões consideradas como integrando a "Índia do Nordeste"

Designa-se como Índia do Nordeste a região norte-oriental da Índia contendo os chamados Sete Estados Irmãos (estados de Arunachal Pradesh, Assam, Manipur, Meghalaya, Mizoram, Nagaland, e Tripura), o estado de Sikkim e ainda partes de Bengala do Norte (distritos de Darjeeling, Jalpaiguri e Koch Bihar).
A Índia do Nordeste é etnicamente diferenciada do resto da Índia, e tem fortes laços étnicos e culturais com a Ásia Oriental e o Sudeste Asiático, com fortes culturas que não foram abrangidas pela sanscritização como os Kuki e outras tribos. Do ponto de vista linguístico a região tem uma predominância de línguas da matriz tibetano-birmanesa. É oficialmente reconhecida aos oito estados uma categoria especial no território indiano. Foi formado o chamado North Eastern Council (NEC) em 1971 como agência formal para o desenvolvimento económico e social da região.
É uma zona onde os vários problemas político-étnicos são de difícil solução, e a integração política com o resto da União Indiana tem sofrido durante décadas de problemas de revoltas, tendo levado a múltiplas ações militares e policiais. Comparada com o resto da Índia, a população é escassa, somando 3,8% do total do país. Em 2011 contavam-se cerca de 39 milhões de habitantes.
Entre os estados da região, Sikkim tornou-se protetorado indiano em 1947 e estado em 1975. O Corredor de Siliguri em Bengala Ocidental, com uma largura média de 21 km a 40 km, liga a região nordeste ao resto da Índia. Mais de 2 000 km de fronteiras são partilhados com outros países: Nepal, China, Butão, Mianmar e Bangladesh.
A Índia do Nordeste tem um clima predominantemente húmido subtropical. Os verões são quentes e húmidos, com monções fortes e invernos suaves. Há ainda florestas tropicais. Os estados de Arunachal Pradesh e Sikkim têm clima alpino com inversos muito frios com fortes nevões e verões suaves.